# Bac Europe

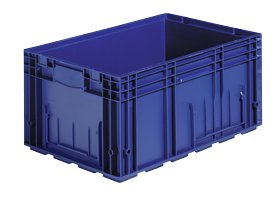
Bac Europe

Un bac Europe ou bac norme Europe est une caisse, souvent en plastique (polypropylène), aux dimensions normalisées. Le choix des dimensions de la norme permet un rangement des bacs sans perte de place sur les palettes Europe.
Les bacs Europe sont gerbables et le profil d'encastrement donne une bonne stabilité à la pile. Chaque format couvre la moitié du format suivant, aussi une pile peut être montée en couvrant un bac de séries de bacs de dimensions inférieures sans perte de place ni de stabilité.
Les côtés du bac peuvent être ajourés, pleins, renforcés, comporter un emplacement pour l'étiquetage. Le fond peut être plein ou ajouré. Les bacs peuvent être adaptés au transport de produits alimentaire. Ils peuvent comporter un couvercle. Certains modèles sont pliants pour un gain de place au rangement. 

## Les dimensions
| Dimensions nominales | Dimension réelles | Dimensions internes |
| -------------------- | ----------------- | ------------------- |
| 200×150              |                   | 168 × 118 mm        |
| 300×200              | 297 × 198 mm      | 243 × 162 mm        |
| 400×300              | 396 × 297 mm      | 346 × 265 mm        |
| 600×400              | 594 × 396 mm      | 544 × 364 mm        |
| 800×600              | 800 × 600 mm      | 752 × 552 mm        |

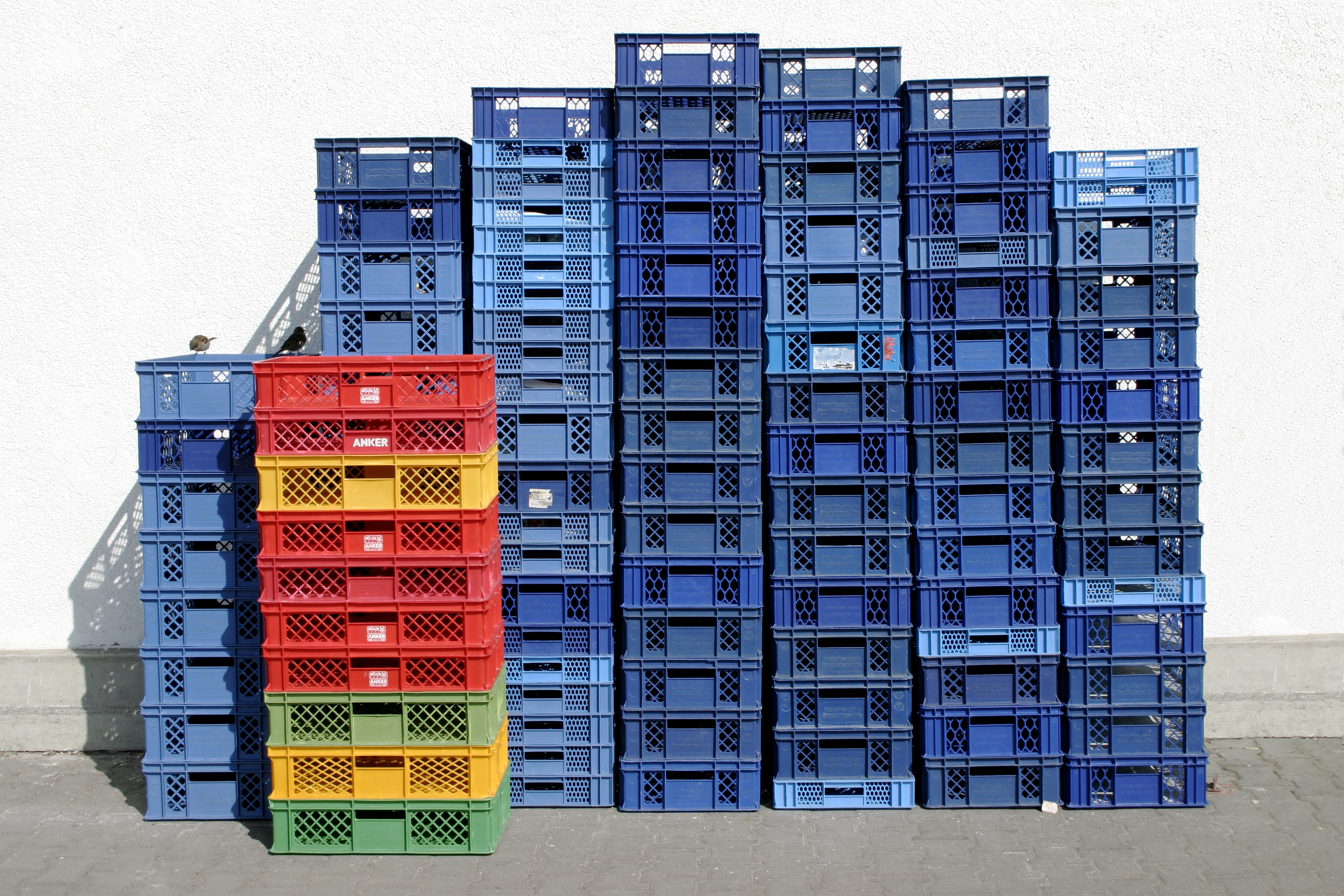
Piles de bacs Europe

La hauteur est variable, deux hauteurs courantes sont 147 mm et 280 mm. Le volume intérieur aussi est variable en conséquence, allant de 5 l pour un bac de 400 × 300 × 80 mm à 175 l pour un bac de 800 × 600 × 475 mm.
Quelques modèles, principalement dans la manutention de fruits et légumes, ont des dimensions de 500 × 300 mm semblables à certaines cagettes.

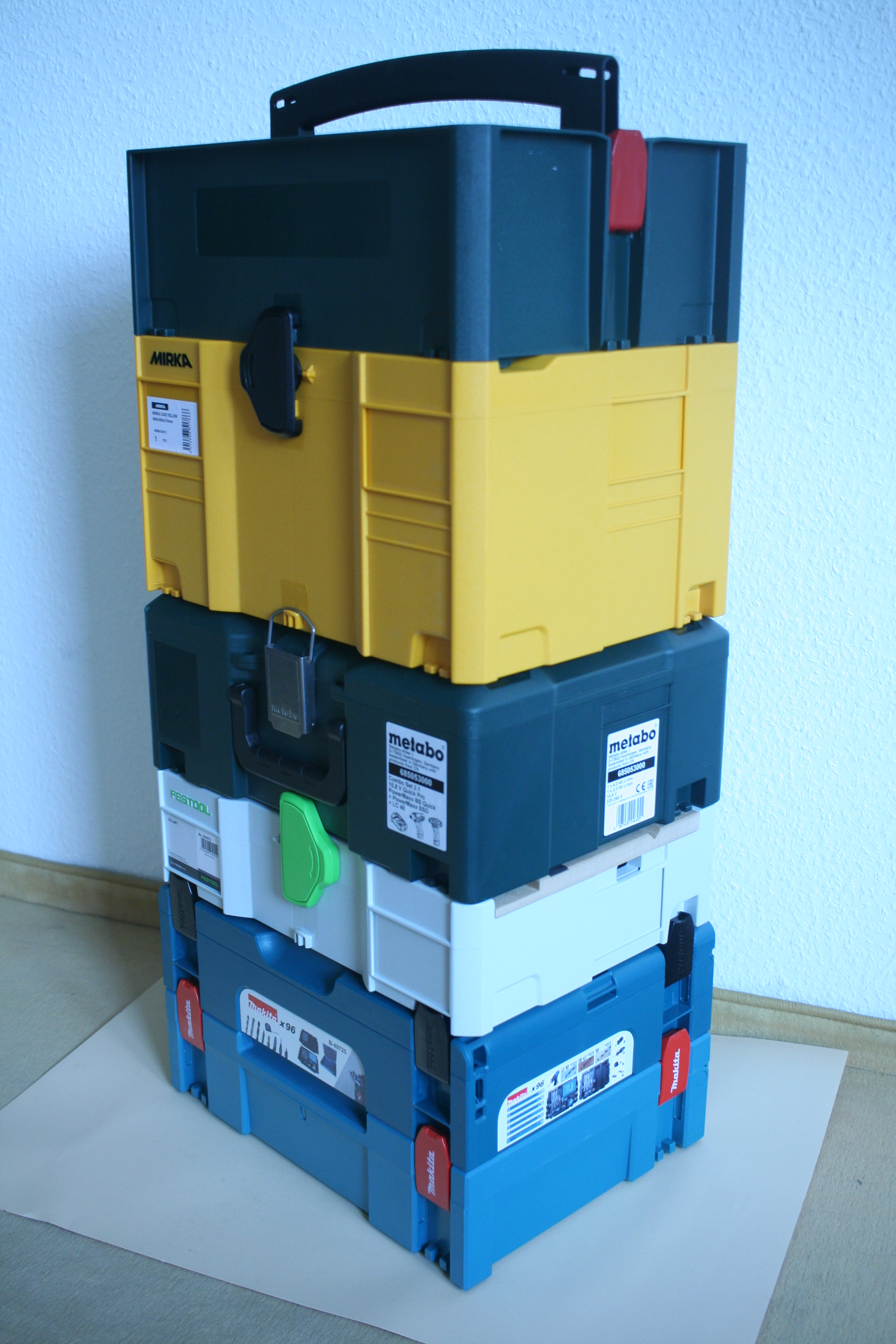
Empilement de conteneurs d'outils électroportatifs de marques variées

Le format 400 × 300 mm, et parfois  500 × 300 mm, est largement repris par certains fabricants, pour les coffrets de rangement d'outillage électroportatif. Si le mode de liaison des conteneurs varie selon les marques, l'empilement reste possible car toujours compatible avec la norme de base.

## Utilisations

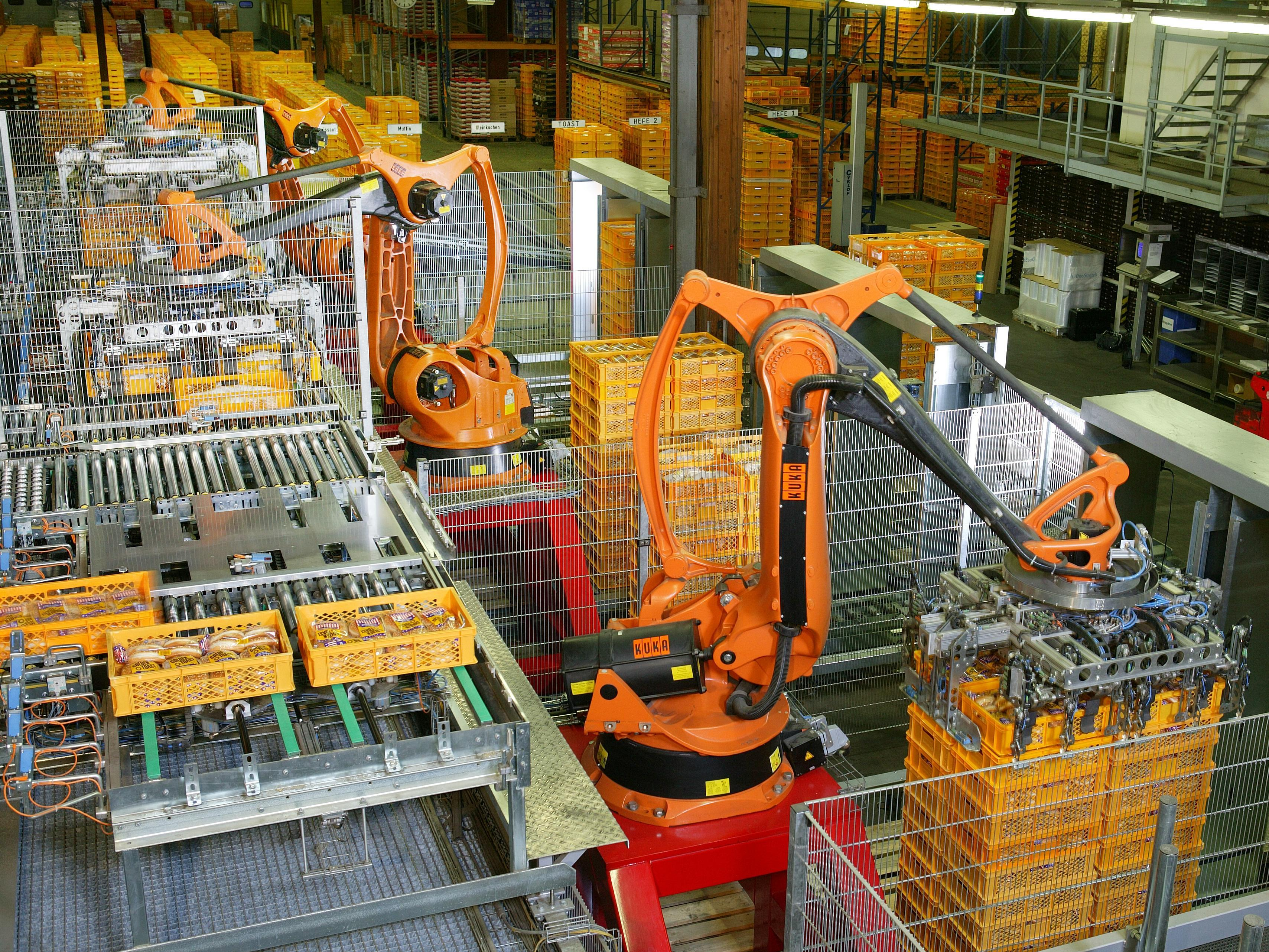
Manutention robotisée de bacs dans une boulangerie industrielle

La logistique et la manutention automatisée recourent beaucoup aux bacs Europe aux dimensions normalisées. Le secteur de l'automobile a développé des normes complémentaires pour ce type d’emballage, sa réutilisation, son étiquetage. Les acteurs sont en France : GALIA (Groupement pour l'Amélioration des Liaisons dans l'Industrie Automobile), en Allemagne : VDA (Verband der Automobilindustrie), ODETTE (Organisation for Data Exchange by Tele Transmission in Europe).
Amazon utilise des black totes en Europe qui ont le format d'un bac Europe.

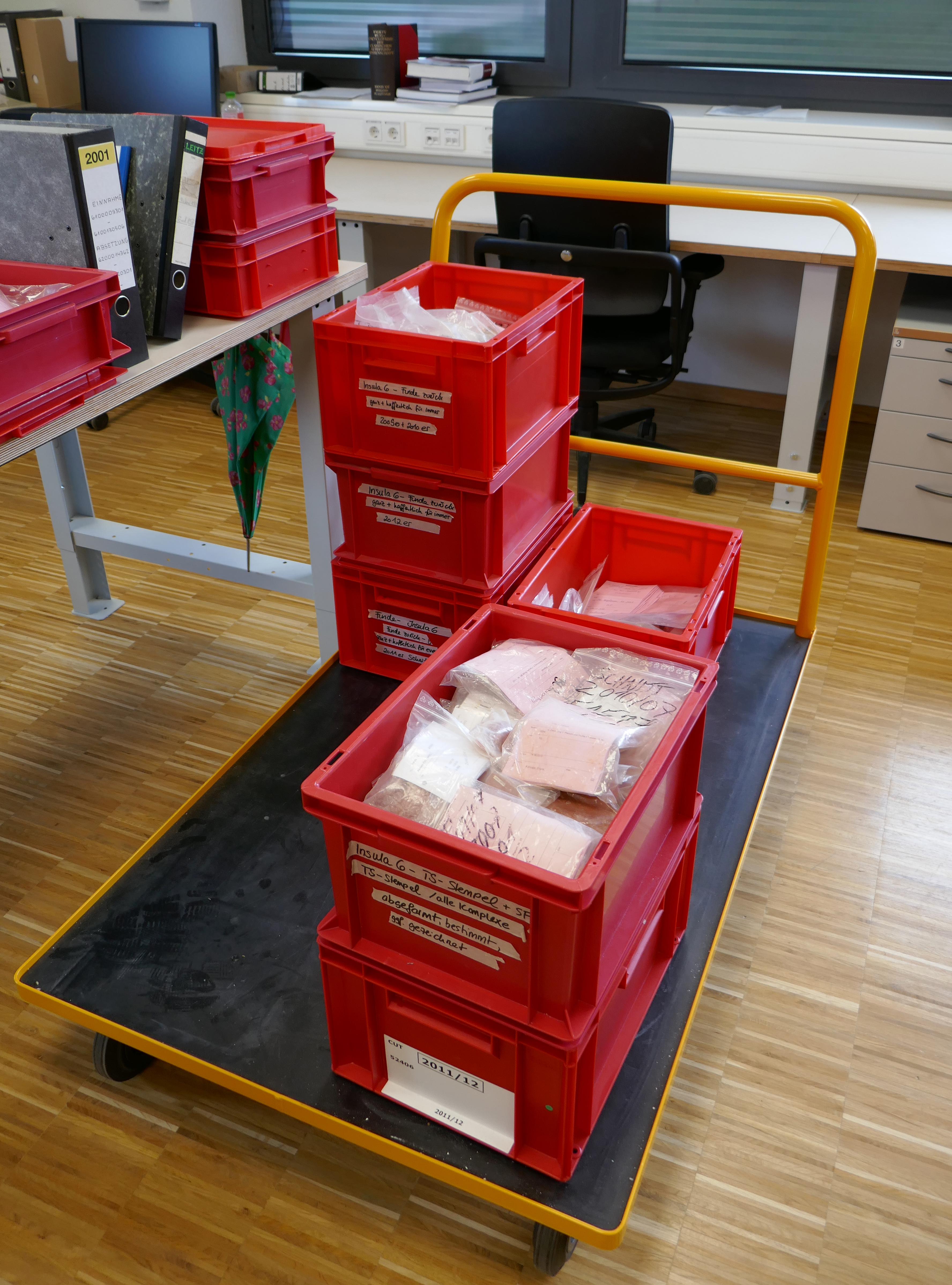
Bacs Europe sur un chariot